# 尼厖古钞兀
尼厖古钞兀，金朝将领。女真族，姓尼厖古，又作尼厖窟，曷速馆（今辽宁盖州市）人。
尼厖古钞兀开始为大㚖扎也，补元帅府通事。率轻骑数百人救邳州之围，击败宋将韩世忠所率六千名宋军。作战勇敢，善于侦察敌军虚实，多次获胜。又在济州、宿州等地击败宋军。金军攻取河南，他跟随东平总管力战击退宋军。加忠显校尉。为蕃部秃里，负责边事。以功授庆阳少尹、广阳少尹。奉命与都统白彦敬等率军镇压契丹起事军。至北京（今内蒙古宁城西大名城），未能前进。正隆六年（1161年），金世宗在东京（今辽宁辽阳市）即位，尼厖古钞兀前去迎谒，升任辅国上将军，与都统吾札忽等镇压移剌窝斡的契丹起事军。率领前锋军追击，在窳历、陷泉大败窝斡。事平，升任西北路招讨使，后任东北路招讨使。与北京留守完颜思敬不和，因私取诸部所进献马匹，被逮问，自缢而死。